# Sunburst (Montana)
Pour les articles homonymes, voir Sunburst.
Sunburst est une municipalité américaine située dans le comté de Toole au Montana. Selon le recensement de 2010, sa population est de 375 habitants. La municipalité s'étend alors sur une superficie de 1,99 mille carré (5,15 km2), dont 0,24 mille carré (0,62 km2) d'étendues d'eau.
La localité est fondée vers 1913, six ans après l'implantation sur ces lieux du Sunburst Ranch par W. G. Davis, originaire de l'Alberta. Sunburst se développe grâce au chemin de fer et à la découverte de gisements pétroliers. Elle devient une municipalité en 1924.

Les Sweet Grass Hills, vues depuis Sunburst.